# Xhafer Belegu
Xhafer Belegu (* 11. Januar 1904 in Elbasan; † 1. Januar 1962 ebenda) war ein albanischer Historiker und Gesandter in Italien und Mazedonien.

## Leben
Xhafer Belegu wuchs mit vier Geschwistern in einer wohlhabenden Großfamilie auf. Sein Vater war ein erfolgreicher Unternehmer. Er absolvierte die Hauptschule Naim Frashëri in Elbasan. Sein Vater schickte ihn nach Österreich, um dort Wirtschaftswissenschaft zu studieren. Xhafer Belegu besuchte in den Jahren 1920 bis 1928 die Handelsakademie in Linz. Während dieser Zeit lernte er auch die Österreicherin Leopoldina Stadelbauer kennen, die er später heiratete. Nach seiner Ausbildung kehrte er zurück nach Albanien.
Ab 1929 arbeitete er fürs Außenministerium als diplomatischer Kurier. Die albanische Monarchie ernannte ihn zum Gesandten im italienischen Bari (1935–1939).Später wurde er Konsul in Bitola, Mazedonien. Während Jugoslawien von den Nazis besetzt wurde, verlor er sein Amt und musste nach Albanien zurückkehren. Er blieb dort ohne Arbeit und ging auf Distanz zum faschistischen Regime.
Während der kommunistischen Diktatur Enver Hoxhas wurde er bis an sein Lebensende wegen seines anti-jugoslawischen Hauptwerks über die Liga von Prizren politisch verfolgt. Aber auch seine Ehe mit einer Österreicherin und sein intellektueller Hintergrund wurden von den Kommunisten verurteilt. Von 1945 bis 1948 war Belegu im Gefängnis, danach durfte er nur noch als Arbeiter tätig sein.

## Werk
Xhafer Belegus Bücher behandeln die Geschichte Albaniens.
- Lidhja e Prizrenit (Tirana, 1939)
- Ali Pascha Tepelenas Leben
- Die Albanischen Fürstentümer
- Über die Herkunft des Alexander III. von Mazedonien
- Studien über die Pelasger
- Philosophische Gedanken über die Griechischen Klassiker
- Muhammad Ali Pascha

## Ehrungen
Nach ihm wurde das Archiv der Stadt Elbasan benannt. Am 16. Oktober 1995 erhielt er die Ehrenbürgerwürde vom damaligen albanischen Präsidenten Sali Berisha sowie den „Naim Frashëri“-Orden Erster Klasse.
Zeqir Sarja veröffentlichte 1997 eine Biographie über Belegus Leben.